# Reino de Ndongo
Reino de Ndongo o de Ngola es el nombre de un estado precolonial africano situado en la actual Angola, habitado por los mbundu, un pueblo de lengua bantú que habita al norte de este país.
Los registros más antiguos acerca de este reino datan del siglo XVI. Fue uno de los estados vasallos del reino del Congo que existían en la región, siendo de entre ellos el de Ndongo el más poderoso, liderado por un rey (cuyo título era ngola).
Poco se sabe acerca del reino a principios del siglo XVI. "Angola" (adaptación de Ngola) se encontraba entre los muchos títulos del rey del Congo (el manicongo) en 1535. Se supone pues que Ndongo sería por entonces uno de los estados subordinados al Congo. En la tradición oral, recogida a finales del siglo XVI, particularmente por el jesuita Baltasar Barreira, se describe al fundador del reino, Ngola Kiluanje, también conocido como Ngola Inene, como llegado del Congo.
Según otra tradición oral el reino fue fundado por el rey Ngola Nzinga que lideró la emigración del pueblo ambundo desde el río Níger, alcanzando el este de la actual Angola, habitada por el pueblo teowkwe, instalándose en Malange; Ngola Kiluanje habría sido el cuarto rey de Ndongo, alcanzando el cargo tras la muerte de su tío, el rey Ngola Kimbanda.

## Intento de independencia
En 1518 el rey de Ndongo envió una embajada a Portugal solicitando misioneros e, indirectamente, solicitando el  reconocimiento de su independencia con respecto al Congo. Una misión portuguesa llegó a Ndongo en 1520 pero disputas locales y puede también que la presión del Congo forzó a los misioneros a abandonar. Afonso I del Congo envió a los misioneros al Congo y dejó a su padre al cargo de Ndongo.

## Guerra de 1556
Cerca de 1556, Ndongo envió otra misión a Portugal solicitando ayuda militar y ofreciéndose para ser cristianizado. En 1901, E. G. Ravenstein afirmó que esta misión fue el resultado de una guerra entre el Congo y Ndongo, de la cual Ndongo salió vencedor, afirmando su independencia. Lo mismo afirma Jan Vansina en 1966.
La segunda misión portuguesa, liderada por Paulo Dias de Novais, nieto del explorador Bartolomeu Dias, desembarcó en la desembocadura del río Cuanza en 1560, junto con varios padres jesuitas, entre ellos Francisco de Gouveia. La misión de Dias de Novais fue un nuevo fracaso, regresando a Portugal en 1564.

## Conflictos con la colonia portuguesa de Angola
En 1571 la Corona portuguesa dio a Dias de Novais licencia para construir una colonia en Angola, autorizándole a hacer conquistas en la región, instalar colonos y construir puestos militares. Paulo Dias de Novais llegó a Luanda en 1575, situada entonces en territorio del Congo, dado el acuerdo del rey Álvaro I del Congo en recompensa por el apoyo de Portugal contra el reino de Jaga.
La llegada de los colonos portugueses alteró la situación política de la región, con los portugueses intentando intervenir en la administración del Reino de Ndongo, lo que llevó a la guerra entre Ndongo y Portugal en 1579. El vecino Reino de Matamba desempeñó un pequeño papel en los inicios de la guerra, pero la amenaza de una victoria portuguesa incentivó al gobernante de Matamba (probablemente un rey llamado Kambolo Matamba) a intervenir, enviando un ejército para ayudar al Reino de Ndongo contra los portugueses, y jugando un papel determinante en la derrota de los portugueses en la Batalla de Lukala en 1590.
Incapaz de conquistar territorios por sí mismo, Dias de Novais hizo alianzas temporales con ambos reinos, Congo y Ndongo, sirviendo como ejército mercenario.
Entre 1640 y 1648 la ciudad costera portuguesa de Luanda fue ocupada por los Países Bajos que la rebautizaron como Fort Aardenburgh, prestando la Reina Ginga apoyo militar a los holandeses.